# Hossein Sarshar
Hossein Sarshar (persisch حسین سرشار; * 1931 in Teheran; † 11. April 1992 in Abadan, Iran) war ein persisch-iranischer Opernsänger (Bass/Bariton) und Filmschauspieler.

## Leben
Hossein Sarshar war ein berühmter Opernsänger in Persien bzw. später im Iran. Er schloss sein Gesangsstudium an der Akademie der Künste in Teheran ab und setzte ein post-graduate Studium bei Alba Anzellotti an der Accademia Nazionale di Santa Cecilia in Rom sowie bei Hélène Bouvier in Paris fort. Abgesehen von seinen Auftritten in Teheran (Rudaki-Halle) war er ab Mitte der 1970er bis zum Ausbruch der Iranischen Revolution regelmäßig zu Gast bei den Salzburger Festspielen. Ein Vorsingen bei Herbert von Karajan führte allerdings nicht zu einem Engagement. Er war mit dem Filmmacher Parvin Ansary befreundet. In seinen letzten Lebensjahren litt Sarshar an der Alzheimer-Krankheit.
Nach der Revolution trat Sarshar dem Iranischen Widerstand bei. Er wurde in Gefangenschaft gefoltert und kam später bei einem Autounfall ums Leben. Später wurde bekannt, dass er innerhalb einer Serie von Autounfällen ums Leben kam, die vom Ministerium für Nachrichtenwesen und Sicherheit geplant war. Auf der Liste der im Zusammenhang der Kettenmorde ermordeten oder vermissten Personen steht allerdings ein völlig anderes Todesdatum: „Mr. Hossain Sarshar, singer and player, accused of having relation with Mr. Sirjani and after torture was murdered in a made up traffic accident on February 14, 1997“.

## Filmografie
- 1985: Jafar Khan az farang bargashte
- 1986: Ejareh-Nesheenha
- 1990: Ei Iran
- 1990: Hamoun
- 1990: Renault Tehran 29
- 1991: Rah o birah